# Хардап (язовир)
„Хардап“ е язовир в Намибия.
Намира се в близост до административния център Мариентал на Регион Хардап. Изграден е през 1962 г., докато съвременна Намибия е била под контрола на ЮАР.
Язовир „Хардап“ е най-големият в страната. Той прегражда водите на река Фиш. Площта на водното му огледало е 25 км2.

## Описание
Проектиран за първи път през 1897 г., язовир Хардап е най-големият язовир в Намибия с капацитет от 320 милиона кубични метра и площ от 25 km 2 (2 500 ha). Строителството започва през 1960 г. и завършва през 1963 г. 
Язовир Хардап снабдява Мариентал и околните селища с питейна вода. Местоположението му близо до града обаче също крие опасност от наводняване, шлюзовете му трябва да бъдат отворени напълно заради водосбора на река Фиш. Тръстиковите треви, растящи в коритото на река Фиш, забавят водния поток и допълнително засилват опасността от наводнения. 
Преди построяването на язовира Мариентал е наводнен през 1923 и 1934 г. Наводненията след пускането в експлоатация на язовира се случват през 1972, 1974, 1976, 2000 и 2006 г. Оттогава нивото на водата в язовира се поддържа на максимум 70% от способността му да предотвратява както преливане, така и неконтролирано изтичане през напълно отворени шлюзове. 

## Флора и фауна
в района се срещат черен носорог, гемсбок, зебра, куду, щраус, планински скакач и стийнбок.  Също така има голямо разнообразие от птици, които могат да се наблюдават в и около язовира. На самото езеро могат да се видят розов пеликан, корморан и лопатарка, както и африкански белоглав морски орел и малък брой орел рибар.
Срещат се следните дървета: камилски трън, африканска паркинсония и биволски трън /Ziziphus mucronata/. 

## Туризъм
След четиригодишен период на обновяване местата за отдих на язовира са отворени отново през 2016 г. Дейностите на язовира включват плуване, риболов и наблюдение на птици. Има ресторант и магазин. 